# 克隆泰爾湖
克隆泰爾湖是瑞士境内的一个天然湖泊，位于格拉魯斯州，高度848米，面积3.3平方公里。它是由于山崩造成的，从1908年开始被用来发电。

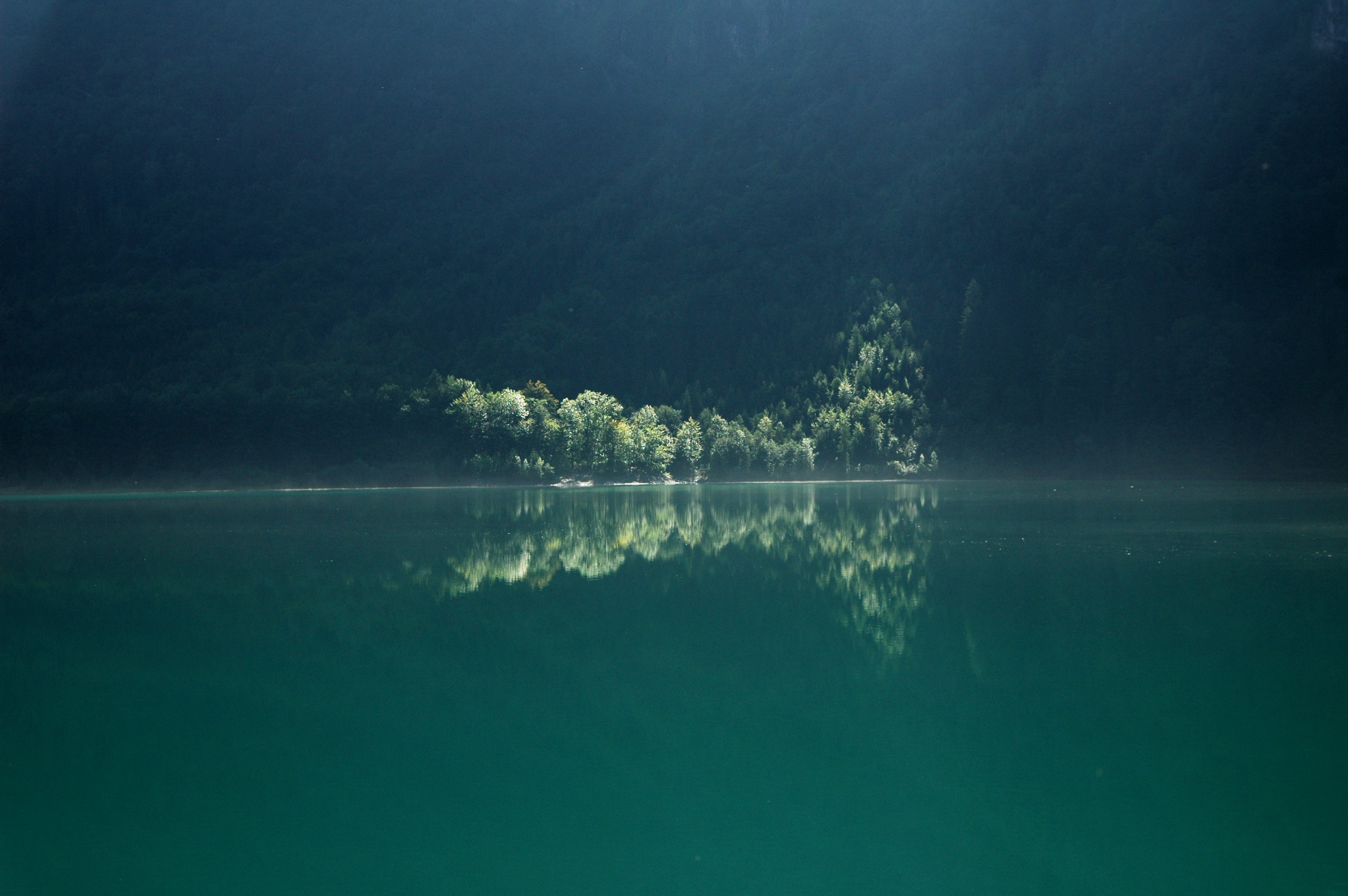
克隆泰爾湖

克隆泰爾湖是瑞士最老的水库。它的水面非常平，周边的山倒映在湖里，风景秀美，非常著名。
克隆泰爾湖的主要入流是，在一些地图上也被写为。流出的河流是。它在耐驰特注入宁夫河。克隆泰爾湖出口的电厂是以出口的河流命名的。
在制冰器被发明前，当克隆泰爾湖被封冻时，它的冰被开采，最后一次是在1953年。